# Лондонські правила 1922
Лондонські правила 1922 (Лондонська угода, англ. The London Rules) — правила матчів за титул чемпіона світу з шахів, які затвердили й підписали в Лондоні 9 серпня 1922 року чемпіон світу Хосе Рауль Капабланка і 7 провідних шахістів того часу, потенційних предентентів на титул: Олександр Алехін, Юхим Боголюбов, Ґеза Мароці, Ріхард Реті, Акіба Рубінштейн, Ксавери Тартаковер і Мілан Відмар. Документ містив 22 статті.

## Підписання
Документ підписали під час дуже сильного за складом турніру в Лондоні в серпні 1922, що зібрав більшість шахової еліти світу. Турнір упевнено виграв чемпіон світу Хосе Рауль Капабланка (13 очок: +11, -0, =4), друге місце — Олександр Алехін (11½ очка: +8, -0 =7), місця з 3-го по 8-е посіли шахісти, що також підписали Лондонську угоду (крім англійця Єйтса). Тож правила реально відображали позицію чемпіона і провідних шахістів 1920-х років.

## Правила
Правила і регламент матчів за звання чемпіона світу (англ. Rules and regulatios for World's Championship Matches) мають кілька версій, кожна з яких трішки відрізняється від інших, бо вони були опубліковані в різних тогочасних періодичних виданнях. Суть статей:
1. Матч грають до шести перемог одного з учасників, без урахування нічиїх.
2. Має бути 6 ігрових днів на тиждень. Кожного дня грають 5 годин. Упродовж матчу кожен гравець має право на 3 вихідні дні. Гравець, який хоче скористатися цим правом, повинен повідомити суддю чи суперника щонайменше за годину до початку гри.
3. Ліміт часу — 40 ходів на 2½ години.
4. Під час одного ігрового дня дві партії не проводять.
5. Арбітра призначають за взаємною згодою гравців. Якщо гравці не дійшли згоди, чемпіон має право попросити президентів трьох будь-яких провідних федерацій чи клубів, щоб вони призначили арбітра; цю кандидатуру повинні прийняти обоє гравців.
6. Посередника призначають за взаємною згодою гравців. Якщо вони не дійшли згоди, право обрати посередника має арбітр.
7. Чемпіон повинен захищати титул упродовж року після того, як отримав виклик. Він, однак, прийматиме такий виклик тільки від визнаних міжнародних майстрів.
8. Чемпіон не буде захищати титул, якщо грошовий фонд становитиме менше, ніж $10 000. Додатково гравцям відшкодовують кошти на подорожні витрати і проживання під час матчу.
9. Чемпіон отримає 20% усієї суми призового фонду як плату за матч. Решта 80% фонду поділять між собою переможець матчу (60%) і той, хто програє (40%).
10. Чемпіон матиме право призначити дату початку матчу, а також час початку 5-годинного сеансу гри, але цей період гри може міститися лише між 2 годиною дня (14:00) і 1 годиною ночі (01:00), хіба що інший час визначено за взаємною згодою гравців і спонсорів (жертводавців) матчу. Якщо буде кілька пропозицій від клубів чи країн щодо проведення матчу, чемпіон зобов'язаний вибрати ту, де найбільша сума, хіба що зможе знайти задовільну причину відмови від такої пропозиції.
11. Після того, як чемпіон прийняв виклик, а арбітра та посередника затверджено, претендент повинен заплатити $500 посередникові, що буде гарантією добрих намірів претендента.
12. За три місяці до дати початку матчу претендент повинен заплатити ще $500 і цю суму отримає чемпіон; водночас вкладники (спонсори) мусять унести через посередника $3000 на депозитний рахунок фонду матчу. Якщо за 24 години до часу початку матчу гроші не будуть перераховані на рахунок матчу, тоді суми, які вклав кожен гравець, їм повертають, а $3000 ділять у пропорції: 60% — чемпіонові та 40% — претендентові.
13. У випадку коли чемпіон буде серйозно хворий на час початку матчу, він може відкласти початок матчу на період не більший від 40 днів, якщо відтермінування приймуть претендент і вкладники. Якщо претендент чи вкладники матимуть обґрунтовані серйозні заперечення щодо відкладання матчу, чемпіон має віддати половину свого депозитного рахунку, але чемпіонський титул він зберігає. Якщо після узгодженого з претендентом і вкладниками перенесення початку матчу чемпіон надалі через серйозні причини або хворобу не може грати, тоді він втрачає титул, але гроші з його депозиту він зберігає. Якщо чемпіон не може продовжувати матч за згодою, укладеною раніше, з іншої причини, ніж хвороба, тоді питання про титул та призові залишаються на розгляд арбітра. Якщо претендент не може грати через серйозну хворобу, він має віддати половину свого депозитного рахунку, а якщо він відмовляється грати з інших причин, тоді віддає всю суму депозиту $1000.
14. Відповідні витрати на подорож мають бути компенсовані гравцям з боку вкладників до дати, визначеної арбітром.
15. Будь-які додаткові пункти, що не містяться в цих правилах, оголошує арбітр, чиє рішення завжди остаточне.
16. Якщо арбітр не буде присутній на грі, він має визначити заступника, що відіграватиме роль судді й вирішуватиме будь-які суперечності, що можуть виникнути.

## Наслідки підписання угоди. Використання правил
Сума 10 000 доларів США (понад 147 000 доларів США в перерахунку на ціни 2018 року; середній річний заробіток американця у 1920-х становив 1236 доларів) була недосяжною для більшості шахістів того часу. Капабланку звинуватили в тому, що він ховається від претендентів за «золотим валом». Через цю фінансову планку з Капабланкою не змогли зіграти Арон Німцович, Акіба Рубінштейн та інші сильні шахісти 1920-х років. Тільки через 5 років після підписання Лондонської угоди Александр Алехін зумів знайти кошти, потрібні для проведення матчу.
ФІДЕ на своєму конгресі в Будапешті 1926 року загалом погодилася з Лондонськими правилами й пропонувала егіду ФІДЕ матчам за титул чемпіона світу, але зазначала, що не може надати гравцям кошти, що записані в правилах.
Лондонські правила в первинному вигляді використали тільки один раз — у матчі за титул чемпіона між Х. Р. Капабланкою та А. Алехіним 1927 року. Алехін кілька років шукав спонсорів, аж поки не заручився підтримкою уряду Аргентини, який погодився допомогти зібрати необхідну суму, тому матч відбувся в столиці Аргентини Буенос-Айресі. Надзвичайно талановиті та рівні суперники, лідери світових шахів, змушені були провести аж 34 партії, поки один із гравців здобув 6 перемог. Поєдинок тривав 2,5 місяці й після його закінчення стало зрозуміло, що треба встановити певний ліміт партій.
Матчі Алехіна за звання чемпіона проти Ю. Боголюбова (1929 і 1934 років) проводили до 6 перемог з лімітом 30 партій.